# Suzie Gold
Suzie Gold is een Britse film uit 2004 geregisseerd door Ric Cantor. De hoofdrollen worden vertolkt door Summer Phoenix en Ariana Fraval.

## Verhaal
Sophie Gold is een joodse vrouw die gaat trouwen met een joodse man. Voor haar zus, Suzie Gold, heeft haar familie een joodse man uitgezocht. Maar Suzie wordt verliefd op Darren, die allesbehalve jood is. Ze heeft schrik om hem voor te stellen aan haar familie en maakt het uit met hem. Ondertussen is ze samen met de jood Anthony Silver. Op het huwelijk van Sophie vraagt hij haar ten huwelijk...

## Rolverdeling
- Summer Phoenix - Suzie Gold
- Ariana Fraval - Sophie Gold
- Daniel Mendoza - Richard Levine
- Stanley Townsend - Irving Gold
- Rebecca Front - Barbara Gold
- Gem Souleyman - Toby Gold
- Iddo Goldberg - Anthony Silver
- Sophie Winkleman - Debbie Levine
- Roger Kitter - Tony "Tiny" Levine
- Fiz Marcus - Hope Levine
- Leo Gregory - Darren

## Prijzen en nominaties
- 2004 - Emden Film Award
  - Genomineerd: Beste regisseur (Ric Cantor)

## Trivia
- Rachel Stevens van S Club 7 speelt ook een rol in de film.